# Robin G. Collingwood
Robin G. Collingwood (Cartmel Fell, Lancashire, 1889. február 22. – Coniston, Cumbria, 1943. január 9.) filozófus, történész és régész, az Oxfordi Egyetem filozófiaprofesszora, a 20. századi polgári történetírás egyik nagy hatású szerzője, kutatója, az oxfordi Pembroke College választott tagja.
William G. Collingwood oxfordi professzor fia. Legnagyobb hatással Hegel, Kant, Giambattista Vico, Francis H. Bradley és John A. Smith voltak rá. Huszonhét éves korától sorban jelentek meg filozófiai és történeti tárgyú munkái, amelyek mellett aktív és elismert régész is volt. 53 évesen stroke-ban halt meg, nagy mennyiségű kiadatlan és befejezetlen munkát hagyva hátra, amelyek a második világháború után gyűjteményes kötetekben jelentek meg.

## Életében megjelent művei
- Religion and Philosophy, 1916
- Roman Britain, 1923
- Speculum Mentis; or The Map of Knowledge, 1924
- Outlines of a Philosophy of Art, 1925
- The Archaeology of Roman Britain, 1930
- An Essay on Philosophic Method, 1933
- Roman Britain and the English Settlements, with J. N. L. Myres, 1936
- The Principles of Art, 1938
- An Autobiography, 1939
- The First Mate's Log, 1940
- An Essay on Metaphysics, 1940
- The New Leviathan, 1942

## Posztumusz megjelent művei
- The Idea of Nature, 1945
- The Idea of History, 1946
- Essays in the Philosophy of Art, 1964
- Essays in the Philosophy of History, 1965
- Essays in Political Philosophy, 1989
- The Principles of History and Other Writings in Philosophy of History, 2001
- The Philosophy of Enchantment: Studies in Folktale, Cultural Criticism, and Anthropology, 2005

## Magyarul
- A történelem eszméje; előszó Kelemen János, jegyz. Huoranszki Ferenc, Molnár János, ford. Orthmayr Imre; Gondolat, Bp., 1987 ISBN 9632820142